# سلول دانیل

طرح کلی یک سلول دانیل

سلول دانیل(به انگلیسی: Daniell cell) یک نمونه پیل الکتریکی قدیمی است که در سال ۱۸۳۶ میلادی توسط شیمیدان بریتانیایی جان فردریک دانیل اختراع گردید. در این سلول از یک الکترود روی و محلول روی سولفات به عنوان قطب منفی و از یک الکترود مسی و محلول مس(II) سولفات به عنوان قطب مثبت پیل استفاده شده است. در زیر نیم واکنش‌های مربوط به کاتد و آند و واکنش کلی پیل نشان داد شده است:
- نیم واکنش قطب منفی:

Zn(s) → Zn2+(aq) + 2e-.
نیم واکنش قطب مثبت:
Cu2+(aq)  + 2e- → Cu(s).
واکنش کلی:
Zn(s) + Cu2+(aq) → Zn2+(aq) + Cu(s).